# Macrocentrus equalis
Macrocentrus equalis är en stekelart som beskrevs av Lyle 1914. Macrocentrus equalis ingår i släktet Macrocentrus och familjen bracksteklar. Arten är reproducerande i Sverige. Inga underarter finns listade i Catalogue of Life.